# جی آر بورن
جی آر بورن (انگلیسی: J. R. Bourne؛ زادهٔ ۸ آوریل ۱۹۷۰) یک هنرپیشه اهل کانادا است. وی از سال ۱۹۹۴ میلادی تاکنون مشغول فعالیت بوده‌است.
از کارهای معروف او می‌توان به بازی در فیلم سیزده روح و سریال تین ولف، پرندگان کوچک و ۱۰۰ نفر اشاره کرد.

## فیلم‌شناسی

### فیلم
| سال  | عنوان               | نقش            | توضیحات |
| ---- | ------------------- | -------------- | ------- |
| ۲۰۰۱ | ضد انحصار           | نگهبان ساختمان |         |
| ۲۰۰۱ | سیزده روح           | بنجامین ماس    |         |
| ۲۰۰۴ | بازگشت جینجر: آغاز  | جیمز           |         |
| ۲۰۰۵ | جن‌گیری امیلی رز     | ری             |         |
| ۲۰۰۶ | اثر پروانه‌ای ۲      | مالکوم ویلیامز |         |
| ۲۰۰۶ | خواهران             | لری فرانکلین   |         |
| ۲۰۱۱ | پرندگان کوچک        | جان گرتون      |         |
| ۲۰۱۲ | ترمز                | هنری شاو       |         |
| ۲۰۲۳ | گرگینه نوجوان: فیلم | کریس آرجنت     |         |

### تلویزیون
| سال             | عنوان                 | نقش                   | توضیحات                                                |
| --------------- | --------------------- | --------------------- | ------------------------------------------------------ |
| ۱۹۹۸–۲۰۰۰،‌ ۲۰۰۶ | دروازه ستارگان اس‌جی-۱ | مرتوف / لانتاش        | نقش دوره‌ای                                             |
| ۲۰۰۴–۲۰۰۵       | جوخه سرد              | پل دیدز               | نقش دوره‌ای                                             |
| ۲۰۰۶            | منطقه مرده            | ناتان کارتر           | قسمت: «گرداب»                                          |
| ۲۰۰۷            | سی‌اس‌آی: میامی         | استن کیلر             | قسمت: «مَرد مُرد»                                        |
| ۲۰۰۷            | سی‌اس‌آی                | جروم کسلر             | قسمت: «خوب، بد و سلطه‌گر»                               |
| ۲۰۰۷            | ۲۴                    | مأمور جانسون          | قسمت: «روز ششم: ۲۰:۰۰ تا ۲۱:۰۰»                        |
| ۲۰۰۷            | ان‌سی‌آی‌اس              | کارآگاه مارشال کالینز | قسمت: «گمشده و پیداشده»                                |
| ۲۰۰۸            | منتالیست              | جرمی                  | قسمت: «خشمگین»                                         |
| ۲۰۰۹–۲۰۱۱       | فرینج                 | مأمور سیا ادواردز     | نقش مهمان                                              |
| ۲۰۱۰            | ان‌سی‌آی‌اس: لس آنجلس    | دالاس                 | نقش مهمان                                              |
| ۲۰۱۰            | اسمالویل              | برنارد                | قسمت: «توطئه»                                          |
| ۲۰۱۰            | پرونده سرد            | مت دوهرتی             | قسمت: «شکسته»                                          |
| ۲۰۱۱–۲۰۱۵       | کت‌شلواری‌ها            | ساموئل تول            | نقش مهمان                                              |
| ۲۰۱۱–۲۰۱۲       | دایره راز             | آیزاک                 | نقش دوره‌ای                                             |
| ۲۰۱۱–۲۰۱۷       | گرگینه نوجوان         | کریس آرجنت            | نقش دوره‌ای‌‌ (فصل ۵–۱)؛ نقش اصلی‌ (فصل ۶)                 |
| ۲۰۱۲–۲۰۱۳       | انتقام                | کنی رایان             | نقش دوره‌ای                                             |
| ۲۰۱۵            | ارو                   | جرمی تل / دابل داون   | قسمت: «احیا»                                           |
| ۲۰۱۶            | رانده‌شده              | لوک مسترز             | قسمت: «تنها»                                           |
| ۲۰۱۹–۲۰۲۰       | ۱۰۰ نفر               | راسل لایتبورن هفتم    | نقش دوره‌ای‌‌ (فصل ۶)                                     |
| ۲۰۱۹–۲۰۲۰       | ۱۰۰ نفر               | مالاچی / شیدهدا       | نقش اصلی‌‌ (فصل ۷)                                       |
| ۲۰۲۱–۲۰۲۳       | مایانز ام‌سی           | آیزاک                 | نقش دوره‌ای‌‌ (فصل ۳)؛ نقش مهمان‌ (فصل ۴)؛نقش اصلی‌ (فصل ۵) |